# Законодательное бюро Кабинета министров Японии
Законодательное бюро Кабинета министров Японии (яп. 内閣法制局 Найкаку-хо:сэй-кёку) — правовое бюро при кабинете министров Японии обеспечивающее качественную правовую поддержку управленческого процесса. Правовое бюро осуществляет подготовку и правовую
экспертизу законопроектов, проектов международных договоров подлежащих одобрению парламентом, правительственных указов и т.п., готовит доклады кабинету, премьер министру, всем государственным министрам по юридическим вопросам. Возглавляется председателем, который утверждается председателем Парламента.

## История
Основано в 1875 году как  Законодательное бюро, вспомогательная организация Большого государственного совета. С 1885 года перешло под контроль Кабинета министров. 1 июля 1962 года переименовано в Законодательное бюро Кабинета министров Японии.

## Обязанности
Согласно закону Законодательное бюро Кабинета министров от 1962 года отвечает за законодательную политику правительства: занимается составлением необходимых законопроектов для представления Парламента, проверяет и редактирует законодательные акты и постановления Кабинета министров, анализирует японское и международное законодательство. Помогает советами в работе премьер-министру Японии и министрам Кабинета министров..